# Henri Wttewaall van Stoetwegen
Henri Assuerus Wttewaall van Stoetwegen (Amersfoort, 29 maart 1812 - Den Haag, 27 september 1866) was een Nederlands, conservatief politicus.

## Biografie
Wttewaall van Stoetwegen studeerde rechtsgeleerdheid aan het Athenaeum Illustre te Deventer van 9 november 1829 tot 1830. Vervolgens studeerde hij van 23 juni 1830 tot 20 maart 1834 Romeins en hedendaags recht aan de Universiteit Leiden. Hij promoveerde daar op een dissertatie De vetere ordine judiciorum apud Hollandos. Tussendoor nam hij deel aan de Tiendaagse Veldtocht.
In 1834 vestigde Wttewaall van Stoetwegen zich als advocaat in Kampen. Op 1 maart 1835 werd hij burgemeester en gemeentesecretaris van de gemeente Kamperveen. Tegelijkertijd werd hij op 1 juni 1835 burgemeester en gemeentesecretaris van de gemeente Wilsum. Per 1 januari 1838 kreeg hij ontslag als burgemeester-secretaris van Kamperveen om per die datum burgemeester-secretaris te worden van de gemeenten IJsselmuiden en Grafhorst.
Zijn burgemeester-secretarisschap van de gemeenten Wilsum, IJsselmuiden en Grafhorst verviel toen Wttewaall van Stoetwegen per 1 januari 1843 burgemeester werd van de gemeente Kampen. Vanaf 9 mei 1865 was hij tevens lid van de Provinciale Staten van Overijssel voor het kiesdistrict Kampen. Ook werd hij per 7 augustus 1866 lid van de Tweede Kamer voor het kiesdistrict Zwolle.
Er wordt gezegd dat hij zich in 1866 zo opwond over de aanneming van de motie-Keuchenius (waarin de benoeming van minister Mijer tot gouverneur-generaal van Nederlands-Indië werd afgekeurd), dat hij na een beroerte overleed.
Wttewaall van Stoetwegen werd 54 jaar. Hij was getrouwd met Elsabé Rolina Sandberg. Zij hadden drie zonen en twee dochters. Hij ligt begraven op de begraafplaats "De Zandberg" in IJsselmuiden.
- Biografisch Portaal: 49390973
- Parlement.com: vg09lld5k3zj